# 御影駅 (北海道)
御影駅（みかげえき）は、北海道上川郡清水町御影本通1丁目にある北海道旅客鉄道（JR北海道）根室本線の駅である。駅番号はK26。電報略号はミケ。事務管理コードは▲110414。

## 歴史

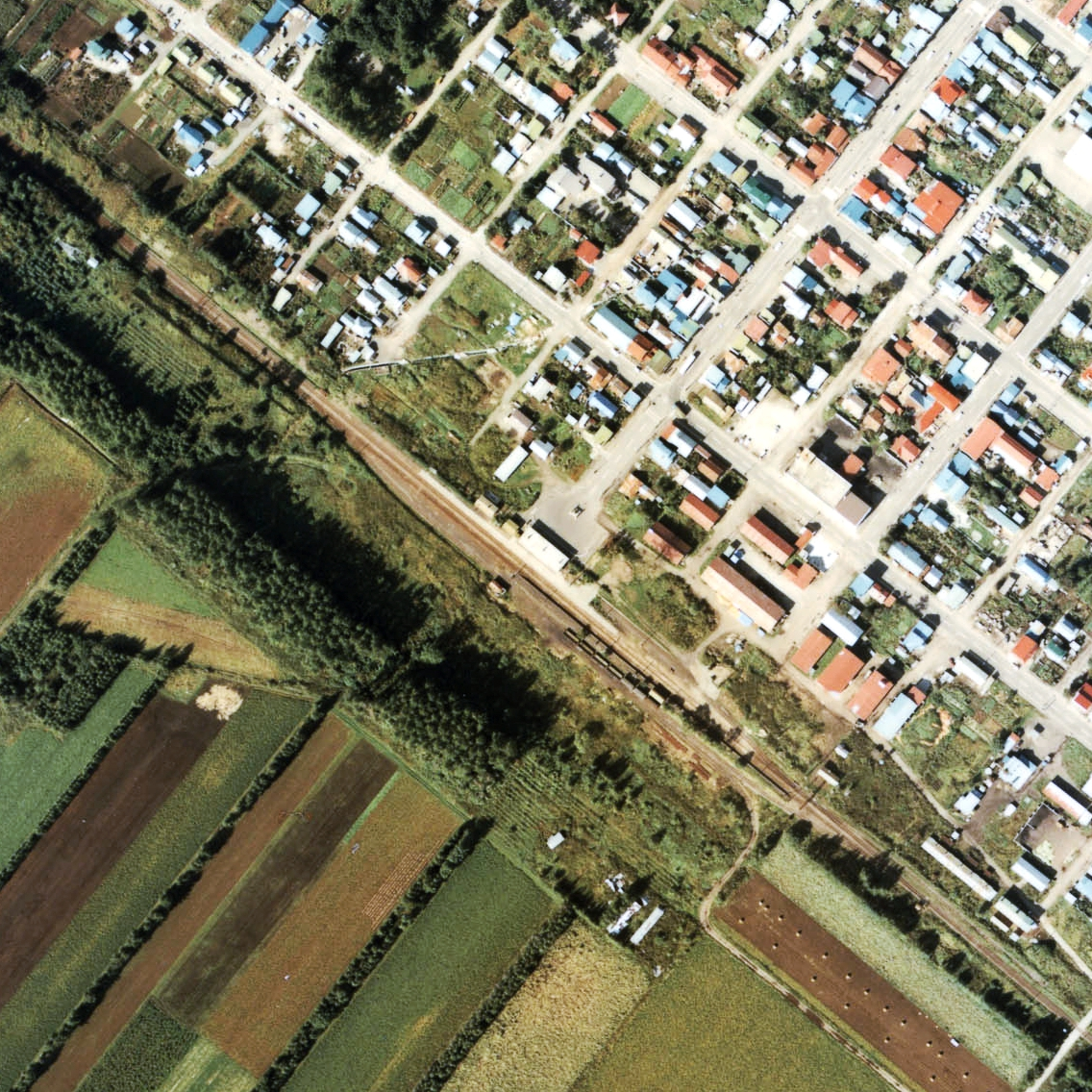
1977年の御影駅と周囲約500m範囲。右下が根室方面。千鳥状に完全にずれた相対式ホーム2面2線で駅裏側に狭い積卸場と貨物積卸線、駅舎横の帯広側に櫛型の貨物ホームと引込み線を有している。既に貨物取扱廃止になっているが、駅裏側に貨物車が留置されている。後に無人化に合わせて駅舎側に棒線化されたが、平成2年8月に行違い設備が復活し、跨線橋も設置されている。

- 1907年（明治40年）9月8日：国有鉄道の佐念頃駅（さねんころえき）として開業[3]。一般駅[1]。
- 1920年（大正9年）：同年に当駅 - 上芽室 - 久山（現・旭山）に日本甜菜製糖清水工場のビート運搬用馬車鉄道8km[4]、当駅 - 石山に帯広石材が御影石運搬用馬車鉄道10km敷設[4]。
- 1922年（大正11年）10月15日：御影駅に改称[5][1]。
- 1924年（大正13年）：帯広石材馬車軌道撤去[6]。
- 1967年（昭和42年）
  - 10月1日：同日の新得駅 - 帯広駅間単線自動閉塞化に併せ、付近の信号場である平野川信号場と上芽室信号場を当駅からの遠隔操作とする[7][8]。
  - 11月22日：駅舎改築（費用1,100万円）[7][8]。
- 1971年（昭和46年）
  - 5月1日：根室本線上落合信号場 -  昭栄信号場間CTC化[7]。
  - 10月2日：貨物取扱い廃止[1]。業務委託化[7]。
- 1977年（昭和52年）11月：跨線橋設置[9]。
- 1984年（昭和59年）
  - 2月1日：荷物取扱い廃止[1][7]。
  - 12月1日：駅無人化[7]。
- 1986年（昭和61年）10月25日：交換設備廃止[7]。
- 1987年（昭和62年）4月1日：国鉄分割民営化により、北海道旅客鉄道（JR北海道）の駅となる[1]。
- 1990年（平成2年）8月30日：同月26日からの工事により交換設備新設[7]。
- 1995年（平成7年）度：石勝線・根室線高速化工事に伴い同年度に分岐器を弾性分岐器に交換[10]。

### 駅名の由来
当初の駅名「佐念頃」はアイヌ語の「サンエンコロ（san-enkor)」（出ている・鼻）に由来するとされ、山田秀三は「十勝川の方に向かって出っ張っている山崎のこと」としている。このほか、「傾斜したところ」を表すとする文献もある。
現在の駅名は芽室村（当時）から御影村（当時）が独立した翌年に改称されたもので、この地域の産物である花崗岩（御影石）に因んで改めたものである。なお「佐念頃」の名称が用いられなかった理由としては「女性の体の一部（引用注：陰核）を連想されて」「語呂が悪い」といった解説がされている。

## 駅構造
相対式2面2線ホームを持つ地上駅。駅舎側の1番線が本線となっており、2番線は交換する場合のみ使用する。お互いのホームは跨線橋で連絡している。
駅舎は1967年（昭和42年）に改築されたもので、鉄筋コンクリート造平屋（新築当時275㎡）である。無人駅。新得駅管理。

### のりば
| 番線 | 路線      | 方向 | 行先           |
| ---- | --------- | ---- | -------------- |
| 1・2 | ■根室本線 | 上り | 新得方面       |
| 1・2 | ■根室本線 | 下り | 帯広・池田方面 |

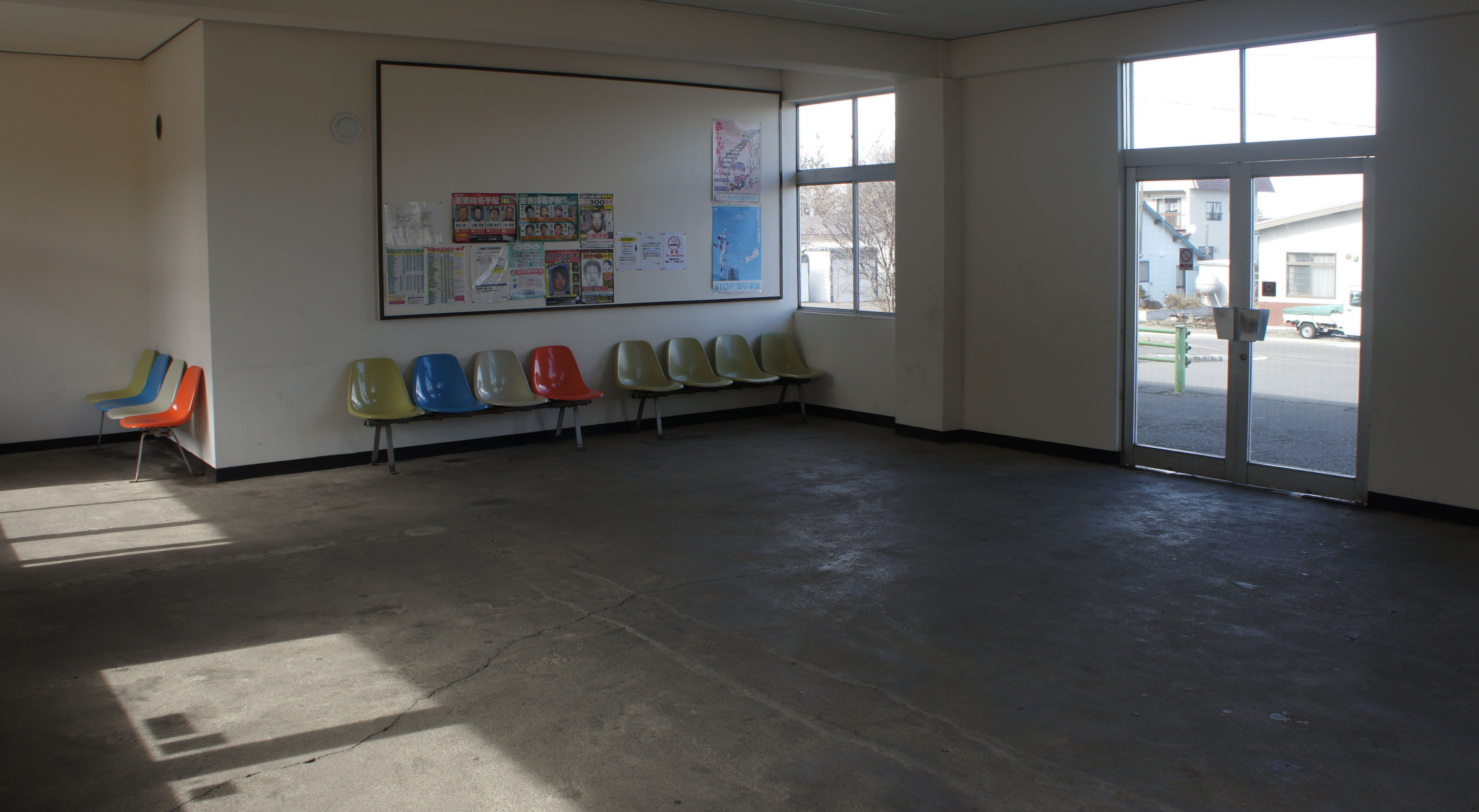
待合室（2019年3月）
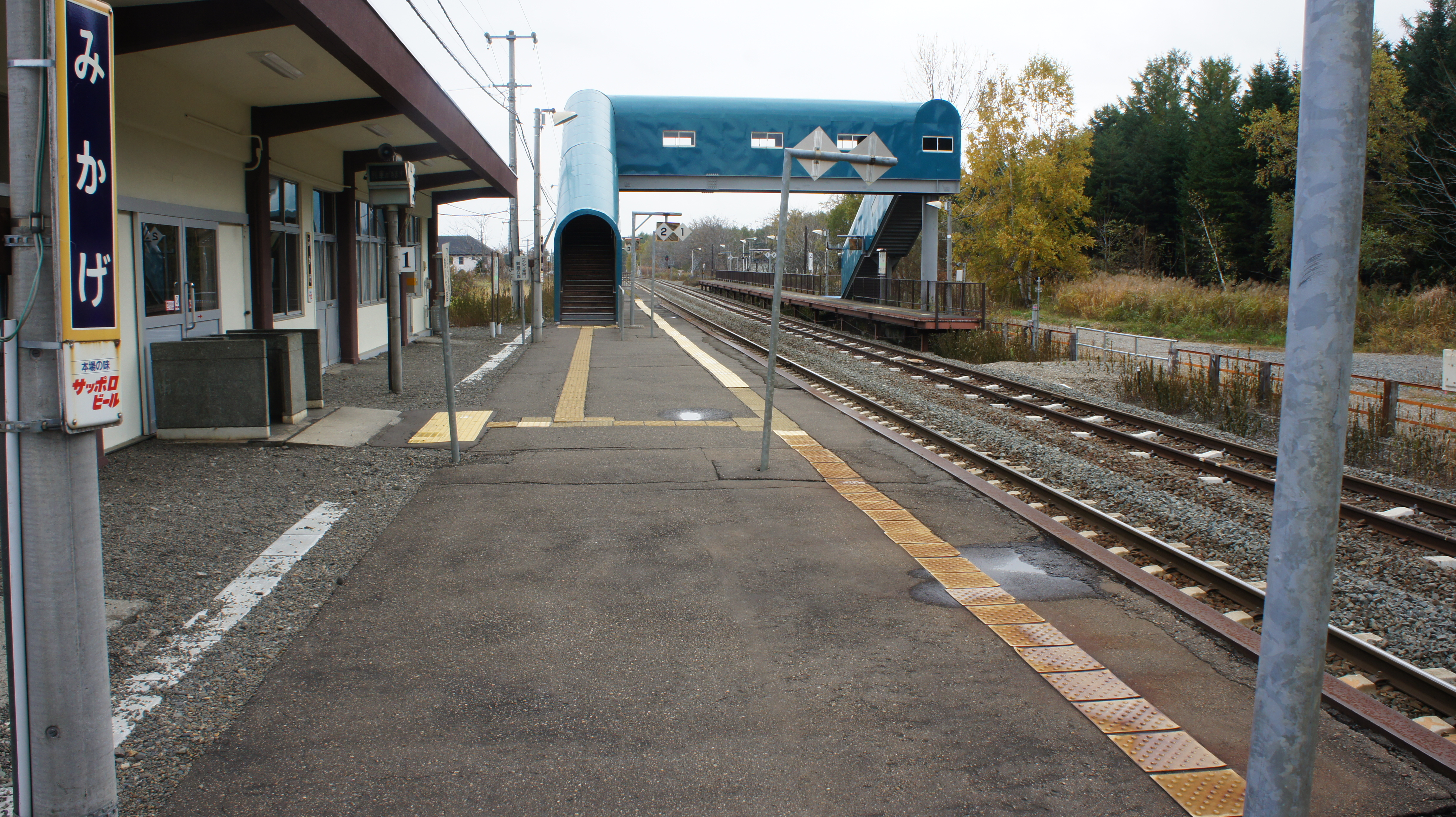
ホーム（2017年10月）
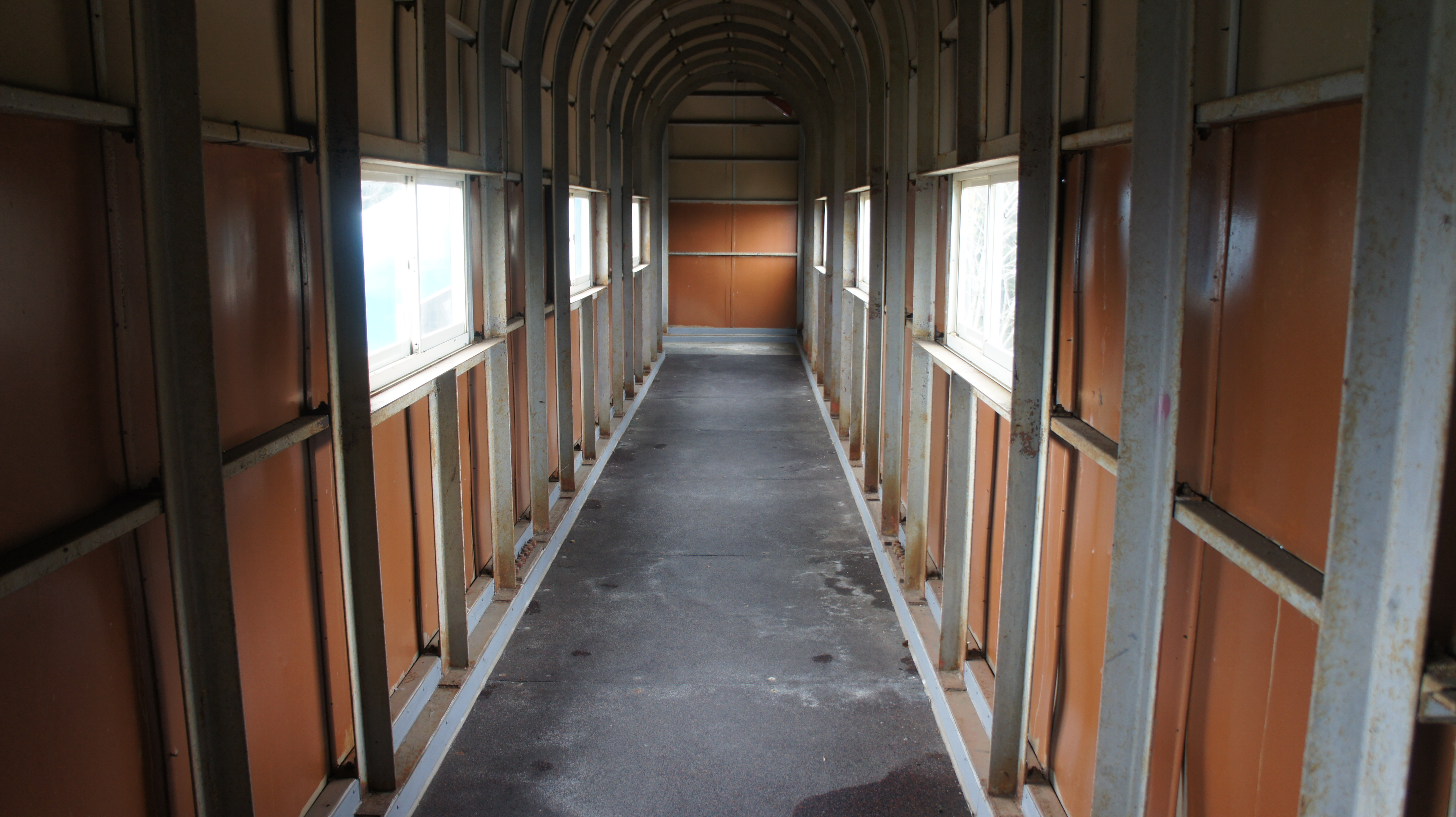
跨線橋（2017年10月）

## 利用状況
1日の平均乗降人員は以下の通りである。
| 乗降人員推移 | 乗降人員推移 |
| 年度         | 1日平均人数  |
| ------------ | ------------ |
| 2011         | 124          |
| 2012         | 92           |
| 2013         | 68           |
| 2014         | 72           |

## 駅周辺
御影の集落がある。
- 国道38号
  - 札幌行ポテトライナー、旭川行ノースライナー「御影」停留所
- 清水町役場御影支所
- 新得警察署御影駐在所
- 御影郵便局
- 帯広信用金庫御影支店
- 十勝清水町農業協同組合（JA十勝清水町）御影支所
- 御影公園
- 清水町コミュニティバス、十勝バス「御影駅前」停留所

## 隣の駅
北海道旅客鉄道（JR北海道）
■根室本線
十勝清水駅 (K24)  - （平野川信号場） - *羽帯駅 (K25) - 御影駅 (K26) - （上芽室信号場） - 芽室駅 (K27)
*打消線は廃駅